# Corlățel, Mehedinți
Corlățel este satul de reședință al comunei cu același nume din județul Mehedinți, Oltenia, România.